# Danleigh Borman
Danleigh Borman (Città del Capo, 27 gennaio 1985) è un ex calciatore sudafricano, di ruolo centrocampista.

## Carriera

### Club
Prima di passare ai N.Y. Red Bulls nel 2008, ha giocato ai Rhode Island Stingrays. Nel 2011 si è trasferito al Toronto FC.